# Stauriella aquatica
Stauriella aquatica är en svampart som beskrevs av Sivichai & E.B.G. Jones 2004. Stauriella aquatica ingår i släktet Stauriella, divisionen sporsäcksvampar och riket svampar.   Inga underarter finns listade i Catalogue of Life.